# Cyclophora amataria
Cyclophora amataria är en fjärilsart som beskrevs av Carl von Linné 1761. Cyclophora amataria ingår i släktet Cyclophora och familjen mätare. Inga underarter finns listade i Catalogue of Life.